# 凯撒斯劳滕工业大学
凯泽斯劳滕工业大学（Technische Universität Kaiserslautern）是德国莱茵兰-普法尔茨州凯泽斯劳滕的一所曾經存在的公立大学，成立于1970年，是在赫尔穆特·科尔的决策下建立的，解散於2023年。凯泽斯劳滕工业大学是莱茵兰-普法尔茨州的四所大学之一，以自然科学和工程为特色。該大學的後繼者是萊茵蘭-普法爾茨凱澤斯勞滕-蘭道工業大學。

## 历史

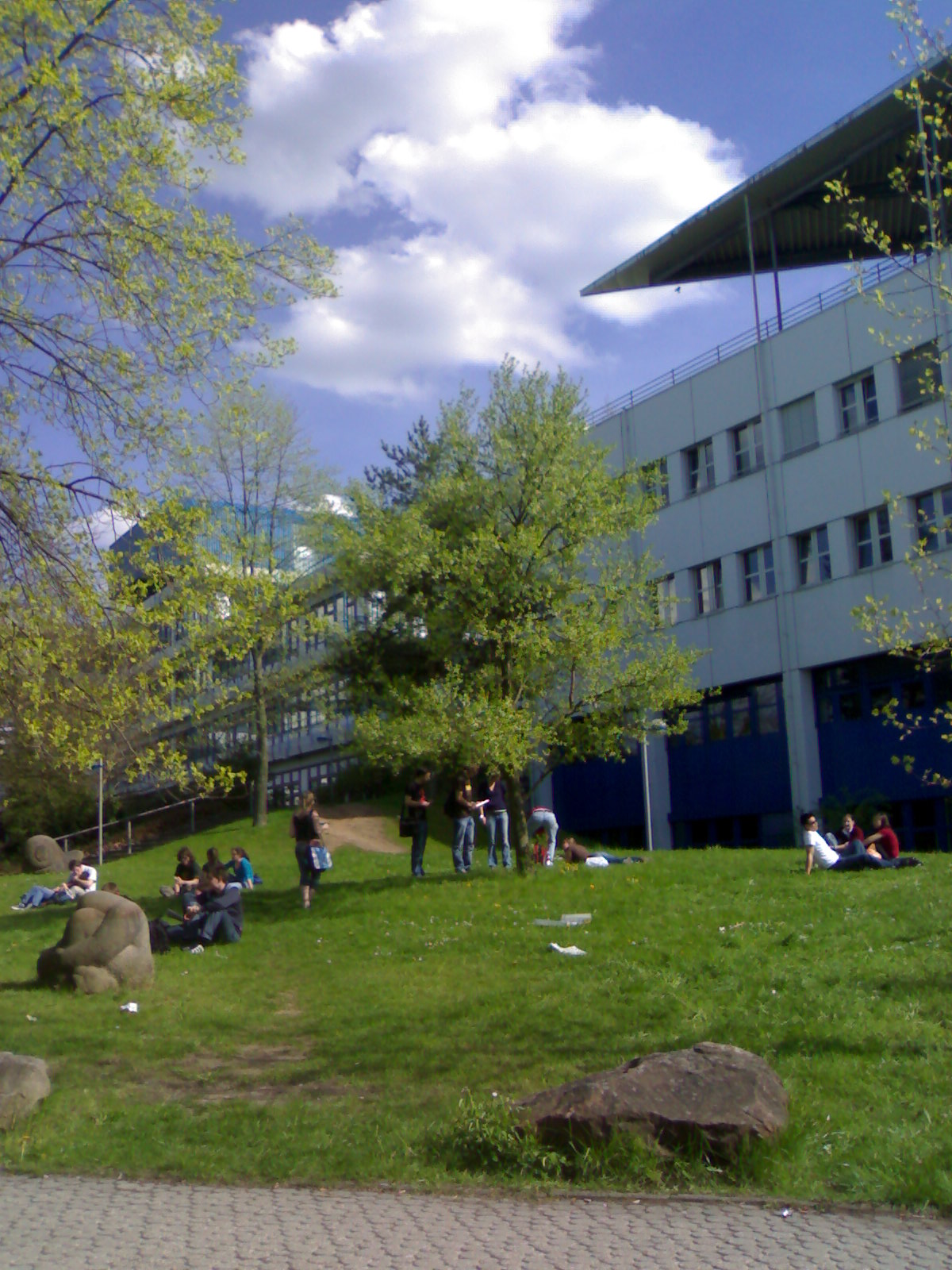
凯泽斯劳滕工业大学校园

凯泽斯劳滕工业大学是德国莱茵兰-普法尔茨州在1969年决定建立的，创建时为地跨特里尔和凯泽斯劳滕两市的特里尔-凯泽斯劳滕大学，1970年正式成立，共招收191名学生，使用以前凯泽斯劳滕教育学院的教学楼，1971年开始在凯泽斯劳滕市北普法尔茨森林边缘建造新校园，并一直扩建至今天的规模。因为特里尔-凯泽斯劳滕大学发展迅速，两校于1975年拆分成特里尔大学和凯泽斯劳滕大学，凯泽斯劳滕大学是莱茵兰-普法尔茨州的唯一一所以自然科学和工程科学为特色的大学，并于2003年改名凯泽斯劳滕工业大学。
1992年凯泽斯劳滕工业大学开设了远程教育和大学继续教育中心，为大学毕业生提供通过远程教育方式继续深造的课程，大学毕业生可以在工作之余完成学时，凯泽斯劳滕工业大学在这一领域发展成为德国领先的的大学。
2023年，該大學解散，後繼者為萊茵蘭-普法爾茨凱澤斯勞滕-蘭道工業大學。

## 科研重点
凯泽斯劳滕工业大学的科研和教学方向与实践紧密相联，同工业界密切合作，在大学内成立了一系列的研究所，也吸引了一大批的工业企业在大学附近驻扎。德国人工智能科研中心、德国弗劳恩霍夫协会（Fraunhofer-Institut）实验软件工程研究所、工程数学和经济数学研究所与凯泽斯劳滕工业大学合作紧密，并以获得国际声誉。凯泽斯劳滕工业大学还在校内设立了专利信息中心，作为德国专利商标局在莱茵兰-普法尔茨州授权的合作单位，支持对大学的科研成果进行工业转化。

## “科学之门”

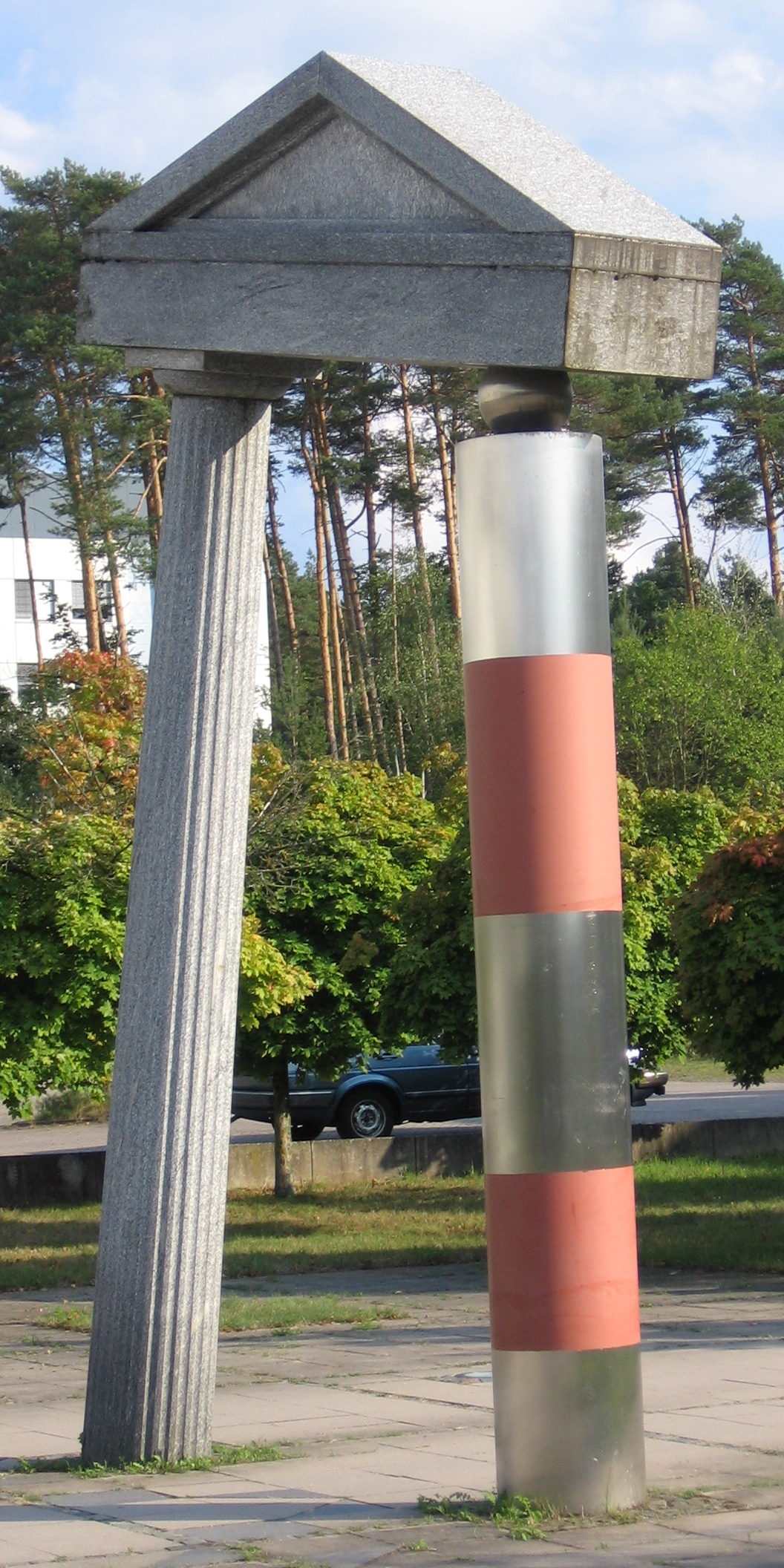
“科学之门”

凯泽斯劳滕工业大学校园中有一座名为“科学之门”（德语：Tor der Wissenschaft）的雕塑，它的造型也是新校徽的组成部分。

## 院系设置
凯泽斯劳滕工业大学共有10个专业领域、42个专业，其中的11个专业提供远程教育。凯泽斯劳滕工业大学的一个特色，是通过远程教育方式，让有意进入该大学学习的中学生，尽早地开始数学和物理课程的学习，刚刚毕业的中学生也可以在家中预先开始电气工程和机械工程的课程学习。
- 城市规划、建筑学、土木工程
- 生物学
- 化学
- 电气工程和信息技术
- 计算机科学
- 机械工程和化学工程
- 数学
- 物理学
- 社会学
- 经济学